# Lauramedia
lauramedia ist ein deutsches Video-Label mit Sitz in Berlin, das sich mit der Produktion, der Veröffentlichung und dem Vertrieb von Filmen beschäftigt. Inhaberin ist die Produzentin Ulrike Zimmermann, Namensgeberin und Mitgründerin ist die LGBT- und Anti-AIDS-Aktivistin Laura Halding-Hoppenheit.

## Allgemeines
Lauramedia wurde im Jahr 2011 von Ulrike Zimmermann mit dem Ziel gegründet, Arthouse-Filme ihrer Filmproduktionsfirma MMM Film auf DVD und als Video-on-Demand auf den deutschsprachigen Markt zu bringen.
Neben der Vermarktung von Arthouse-Filmen liegt der Fokus von lauramedia auf der Veröffentlichung von Dokumentar- und Lehrfilmen, die sich mit kontroversen feministischen Themen, Sexualität, sexueller Energie und „kreativer Sexarbeit“ beschäftigen. Entwickelt wurden die Lehrfilme in Zusammenarbeit mit Autorinnen und Autoren, die in den Filmen eigene Ansätze vorstellen.
Seit 2016 entsteht unter dem Namen watch.lauramedia eine Streaming-Sammlung sexuell expliziter Filme aller Formate und Genres, die die künstlerische Vielfalt sexpositiven Filmschaffens repräsentieren soll. Die Titel haben die Prüfungen der FSK (Freiwillige Selbstkontrolle der Filmwirtschaft) durchlaufen. Die Seite nimmt am JusProg-Jugendschutzprogramm teil, das Kinder vor nicht altersgerechten Inhalten im Internet schützt.

## Technik
watch.lauramedia arbeitet mit dem österreichischen Streaming-Anbieter Miào zusammen. Die Filme sind online zu leihen oder zu kaufen und über Mobilgeräte, Tablets und Smart-TVs in HD-Qualität abrufbar. Der DVD-Vertrieb wurde zum 1. Dezember 2023 eingestellt.

## Filme
- 2003: Das Problem ist meine Frau. Regie: Calle Overweg.
- 2012: G-Punkt Entdeckung. The Spirit of Yoni. Regie: Ulrike Zimmermann.
- 2012: Orgasmic Yoga. Love Yourself First! Regie: Ulrike Zimmermann.
- 2012: Lomi Lomi Nui – Die sinnliche Hawaii Massage. Regie: Ulrike Zimmermann.
- 2014: Bondage für Anfänger – Anleitung zum erotischen Fesseln. Regie: Ulrike Zimmermann.
- 2014: Bondage und Tantra. Das erotische Fesselspiel. Neuauflage von Blissful Bondage. Regie: Ulrike Zimmermann.
- 2014: Der weibliche Orgasmus. Intime Massagen und Orgasmustraining. Regie: Ulrike Zimmermann.
- 2014: Vulva 3.0. Regie: Claudia Richarz und Ulrike Zimmermann.
- 2014: Annie Sprinkle. My Life and Work as a Metamorphosexual Sex Worker (Performance-Lecture-Mitschnitt).
- 2014: Ritual for the Whores. Regie: Ulrike Zimmermann, Claudia Richarz.
- 2016: Anale Lust für Frauen. Für enormen Lustgewinn. Regie: Ulrike Zimmermann.
- 2017: Alles für den Arsch – Anale Lust für Männer. Open Your Ass and Your Mind Will Follow. Regie: Ulrike Zimmermann.
- 2017: Penis Power. Penis Massagen für jeden Mann. Regie: Ulrike Zimmermann.
- 2017: Männerlust im Wald. Neue Sex Massagen für jeden Mann. Regie: Ulrike Zimmermann.
- 2018: Die feurigen Schwestern. Las Hijas del Fuego. Regie: Albertina Carri.
- 2019: Lads Go Wild. Naturburschen. Regie: Ulrike Zimmermann.